# Svätý Anton
Svätý Anton (bis zum 30. Juni 1996 slowakisch „Antol“ – bis 1948 „Svätý Antol“; deutsch Sankt Anton in der Au, ungarisch Szentantal) ist eine Gemeinde in der Mittelslowakei. Sie liegt in den Schemnitzer Bergen etwa 6 km südlich von Banská Štiavnica entfernt.
Die Gemeinde wurde 1266 erstmals schriftlich als Scentantollo erwähnt und ist vor allem bekannt für das spätbarock-klassizistische Schloss mit englischem Park aus dem 18. Jahrhundert.

## Bevölkerung
| Jahr                | 1994 | 2004    | 2014    | 2024    |
| ------------------- | ---- | ------- | ------- | ------- |
| Anzahl der Personen | 1126 | 1187    | 1218    | 1284    |
| Unterschied         |      | +5,41 % | +2,61 % | +5,41 % |

| Jahr                | 2023 | 2024 |
| ------------------- | ---- | ---- |
| Anzahl der Personen | 1284 | 1284 |
| Unterschied         |      | +0 % |

## Schloss Svätý Anton

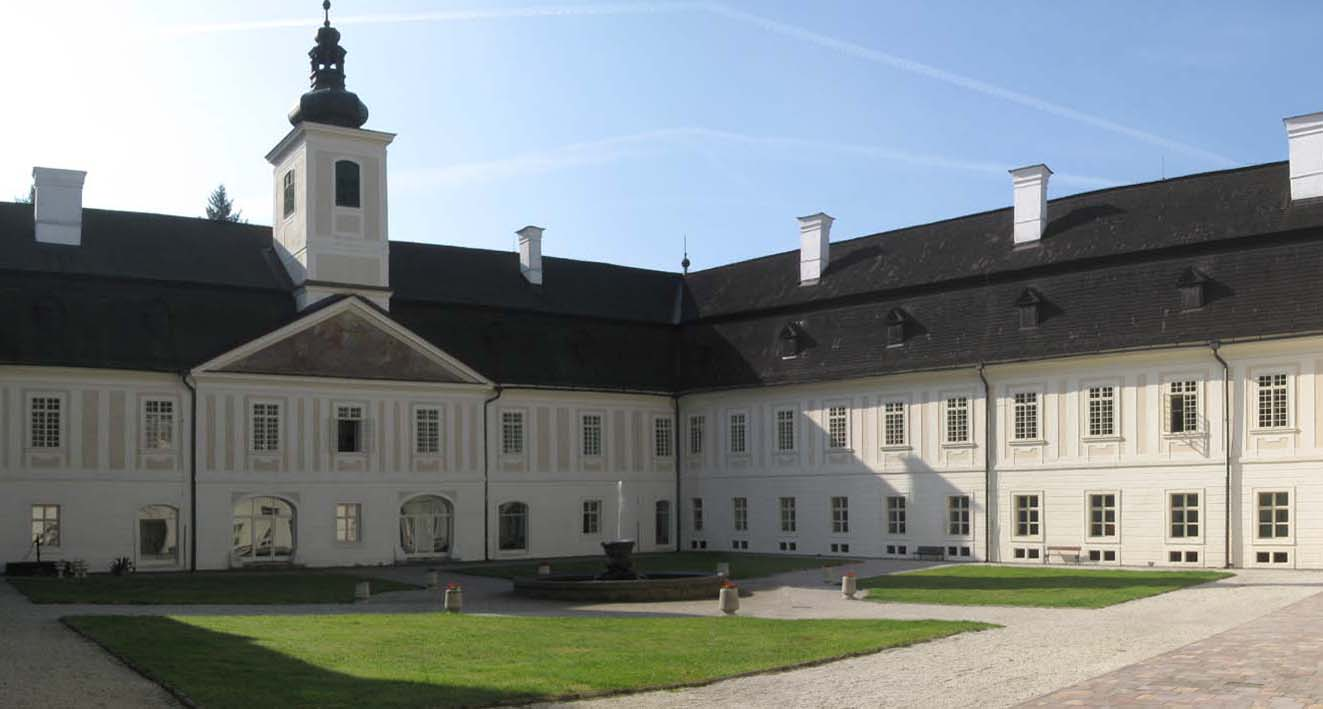
Schloss im Ort

Das Schloss gehörte in der Vergangenheit zum Herrengut Sitno, das vom Jahre 1629 an Eigentum des ungarischen Geschlechts Koháry war. Dessen Angehörige errichteten in Svätý Anton zwischen 1744 und 1750 zu den zwei bereits existierenden Flügeln noch zwei weitere, so dass die heutige 4-Flügel-Anlage entstand.
Ab dem Jahr 1829 gehörte das Schloss der Familie Sachsen-Coburg-Koháry.
Ein Mitglied dieses bedeutenden europäischen Herrschergeschlechts, Ferdinand von Sachsen-Coburg-Gotha, wurde im Jahre 1887 Gründer der bulgarischen Herrscherdynastie. Er herrschte bis 1918; vom Jahr 1908 an mit dem Titel „Zar“. Nach dem Ersten Weltkrieg musste er Bulgarien verlassen. Er wohnte in Coburg und in der Slowakei in Svätý Anton. Im Schloss von Svätý Anton befindet sich ein Arbeitszimmer des bulgarischen Zaren Ferdinand I. mit einem außergewöhnlichen Tisch aus der zweiten Hälfte des 19. Jahrhunderts. Die Tischplatte birgt ein einmaliges Denkmal: Eigenhändige Zeichnungen und Bilder des Zaren zur Botanik (seinem liebsten Steckenpferd) mit authentischen Randbemerkungen. Die älteste Zeichnung stammt aus dem Jahr 1877, als Ferdinand erst 18 Jahre alt war. Die älteste Bemerkung wurde am 27. Oktober 1934 aufgezeichnet. Ab 1941 hielt sich Zar Ferdinand überwiegend in Svätý Anton auf. Er verließ die Slowakei und damit das Schloss kriegsbedingt im November 1944, um in seinen Hauptwohnsitz nach Deutschland (Coburg) zurückzukehren, wo er im Jahre 1948 starb. Da in der Jugend und im Alter in Svätý Anton glückliche Zeiten verbringend, ließ er auf seinen Sarg unter anderem schreiben, dass er dereinst „im Schoß der Erde der Slowakei geborgen werden“ möchte.
Seit 1958 ist das Schloss Nationales Kulturdenkmal.